# Леополд II (Липе)
Паул Александер Леополд II фон Липе (на немски: Paul Alexander Leopold II, Fürst zur Lippe; * 6 ноември 1796, Детмолд; † 1 януари 1851, Детмолд) от Дом Липе, е 2. княз на Липе (1802 – 1851).

## Биография
Той е син на княз Вилхелм Леополд I фон Липе (1767 – 1802) и съпругата му Паулина фон Анхалт-Бернбург (1769 – 1820), дъщеря на княз Фридрих фон Анхалт-Бернбург и Луиза. Брат е на Фридрих принц фон Липе (1797 – 1854), офицер на императорската войска.
Леополд II фон Липе е на шест години при смъртта на баща му и способната му майка Паулина поема регентството за малолетния си син до смъртта си през 1820 г. Майка му тиранизира децата си.
Леоплд се интересува от лов и театър.
Умира на 1 януари 1851 г. в Детмолд на 54 години.

## Фамилия
Леополд II фон Липе се жени на 23 април 1820 г. в Арнщат за принцеса Емилия Фридерика Каролина фон Шварцбург-Зондерсхаузен (* 23 април 1800, Зондерсхаузен; † 2 април 1867, Детмолд), дъщеря на княз Гюнтер Фридрих Карл I фон Шварцбург-Зондерсхаузен (1760 – 1837) и принцеса Вилхелмина Фридерика Каролина фон Шварцбург-Рудолщат (1774 – 1854). Те имат девет деца:
- Паул Фридрих Емил Леополд III (* 1 септември 1821, Детмолд; † 8 декември 1875, Детмолд), княз на Липе (1851 – 1875), женен в Рудолщат на 17 април 1852 г. за принцеса Елизабет фон Шварцбург-Рудолщат (* 1 октомври 1833, Рудолщат; † 27 ноември 1896, Детмолд)
- Кристина Луиза Августа Шарлота (* 9 ноември 1822, Детмолд; † 28 март 1887, Капел)
- Гюнтер Фридрих Волдемар (* 18 април 1824, Детмолд; † 20 март 1895, Детмолд), княз на Липе (1875 – 1895), женен в Карлсруе на 9 ноември 1858 г. за принцеса София фон Баден (* 7 август 1834, Карлсруе; † 9 април 1904, Карлсруе)
- Мария Каролина Фридерика (* 1 декември 1825, Детмолд; † 12 март 1897, Лемго)
- Фридрих (* 18 октомври 1827, Детмолд; † 21 август 1854, Шидер)
- Емил Херман (* 4 юли 1829, Детмолд; † 21/ 20 юни 1884, Детмолд)
- Карл Александер (* 16 януари 1831, Детмолд; † 13 януари/25 октомври 1905, „Св. Гилберт“, близо до Дондорф), княз на Липе (1895 – 1905)
- Карл (* 11 октомври 1832, Детмолд; † 1 май 1834, Детмолд)
- Каролина Паулина (* 2 октомври 1834, Детмолд; † 24 август 1906, Лемго)